# Rigoberto Carmona
 Carmona Rojas, o Rigo Carmona (n. en México D.F., México; 29 de enero de 1943) es un actor mexicano.

## Trayectoria
Se dio a conocer gracias a Ernesto Alonso. Comenzó a trabajar en pequeñas puestas en escena y en películas. Obtuvo un pequeño papel en 1979 y cuatro años más tarde en Bodas de odio.
Sus estudios académicos: Academia Andrés Soler 1964; Centro Universitario Maestro César Rendón; Cursos de Teatro Inglés, Francés y Español; Cursos de Actuación Maestro Sergio D. Bustamante.

## Películas

### Como actor

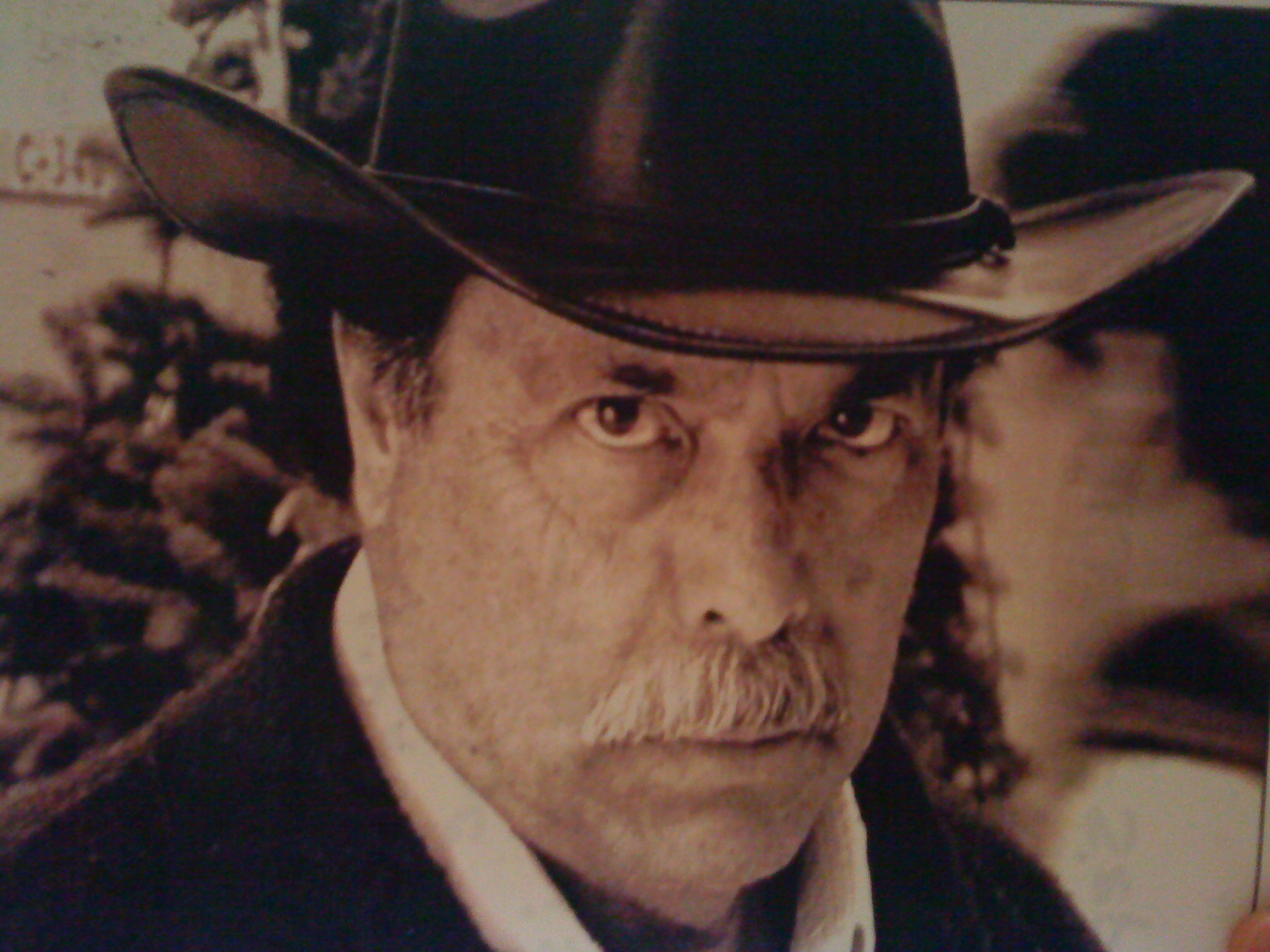

- A garrote limpio
- Amor a la mexicana
- Como México no hay dos
- El patrullero 777
- En defensa propia
- La Plaza de Puerto Santo
- Lagunilla
- Cazador de Demonios
- Matar por matar
- Un ángel para los diablillos

## Televisión

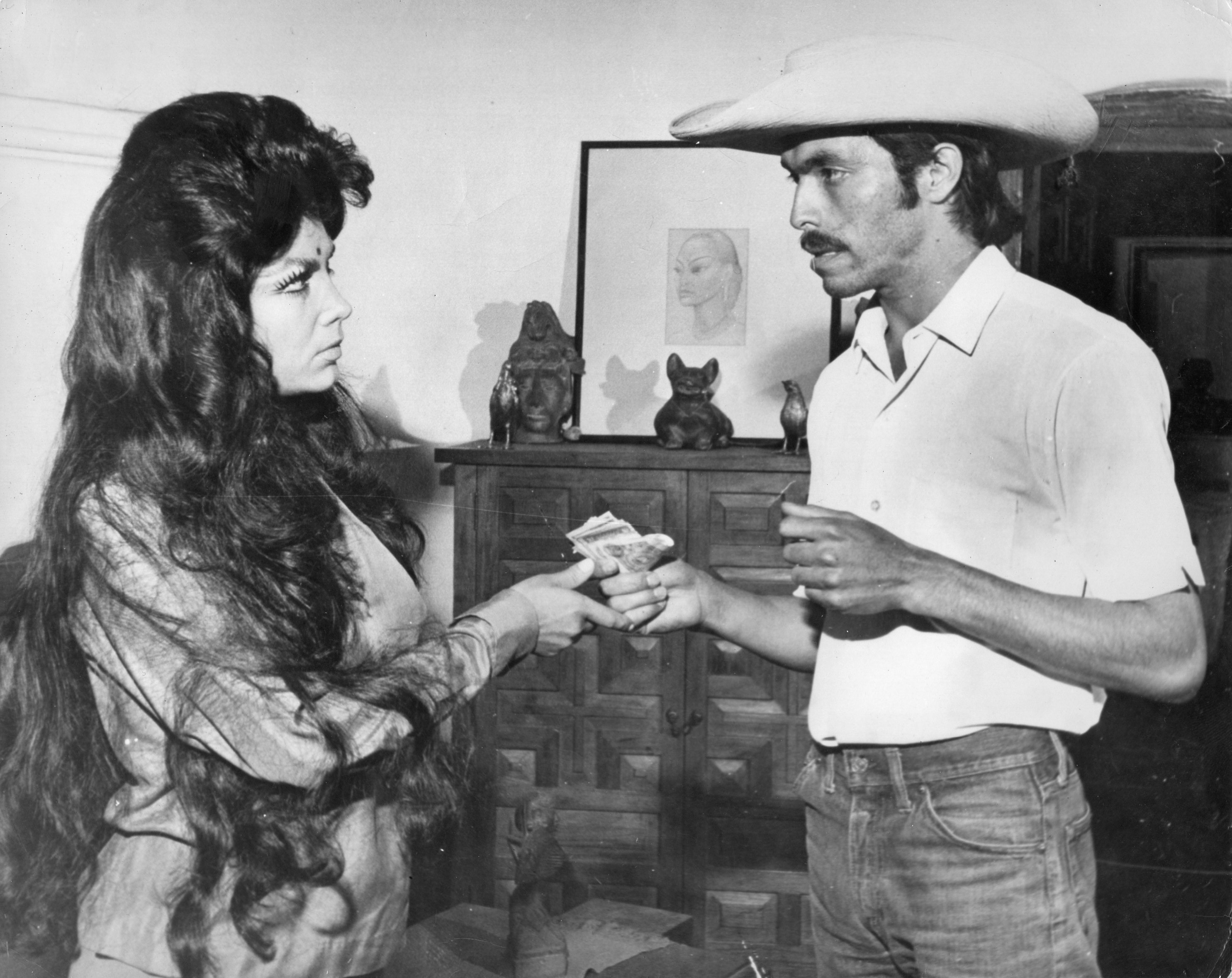
Rigoberto Carmona

- Senda de gloria
- La gloria y el infierno
- Yo amo a Juan Querendón
- La que no podía amar
- Bodas de odio
- Destilando amor
- La telaraña
- Contra viento y marea
- María Mercedes
- El vuelo del águila
- Mundo de juguete
- Amor real
- Hasta que el dinero nos separe
- Mujer, casos de la vida real

## Teatro
- Pueblo rechazado
- Los albañiles
- Antonia
- Las madres de Rodolfo Usigli
- Las flores pisoteadas de Tennessee Williams
- Zapata
- El coyote inválido

## Comerciales
- Servilletas Liss
- Buscando Buen Café
- Comercial de Auto Peugeot
- Comercial de Camionetas GMC